# Nationalisme espagnol
Ne doit pas être confondu avec Nationalistes espagnols ou Régionalisme et nationalisme en Espagne.

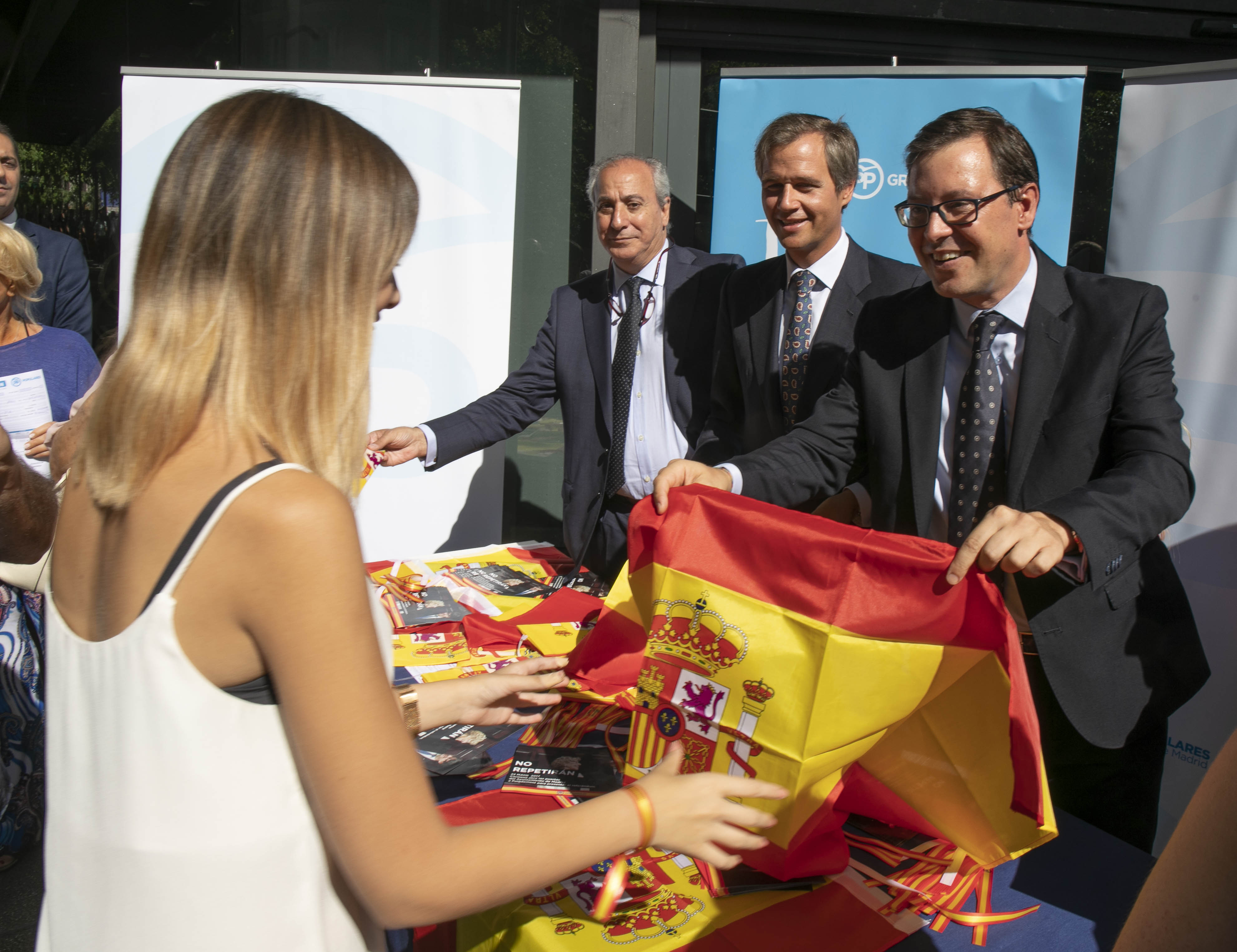
Campagne Mets un drapeau sur ton balcon promue par le Parti populaire en 2018.

Le nationalisme espagnol ou espagnolisme est le mouvement politique, social et idéologique définissant et revendiquant l'identité nationale de l’Espagne. Concrètement, il affirme l’existence d'une nation espagnole, identifiée avec l'État espagnol actuel et son territoire intégral — la seule réclamation irrédentiste récurrente est celle de Gibraltar —, qu’il considère donc comme un État-nation.
Il existe un large consensus historiographique pour situer la naissance du nationalisme espagnol autour de 1808 dans la guerre d’indépendance espagnole — qui ne fut ainsi nommée que rétrospectivement —,,,,,. L’historiographie libérale postérieure transforma cette guerre en un mythe fondateur de la nation espagnole.
Comme c’est couramment le cas, le nationalisme espagnol n’est pas monolithique et présente une hétérogénéité. Historiquement, la pensée nationaliste espagnole s'est structurée autour de deux pôles opposés et en conflit, mais non étanches pour autant : schématiquement, une conception « primordialiste » — « casticiste » — de la nation et centraliste de l’État, ayant pour centre de gravité la Castille historique, défendant la langue castillane ou espagnol, le catholicisme et identifiant la nation à la Monarchie hispanique, et une conception « civique » ou « moderniste » de la nation, plus libérale, revendiquant une nation polycentrique et intégratrice des particularités régionales, défendant un républicanisme fédéraliste,,.
À l'exception de deux courtes périodes très instables — le Sexenio Democrático (1868-1874), surtout lors de la République fédérale (1873), et la Seconde République (1931-1936) —, c'est le modèle centraliste qui a été historiquement dominant dans les institutions.
À la fin du franquisme, la transition démocratique instaure un modèle d’État hybride, « l'État des autonomies », reconnaissant à la fois l’« unité indissoluble » de la nation et le « droit à l'autonomie » des régions d'Espagne — tout en maintenant à grands traits la division provinciale de 1833 —. Bien que largement décentralisé dans les faits,, ce modèle a souvent été présenté comme un « habile compromis » entre les deux tendances contradictoires,, et le processus de transition considéré comme exemplaire, par l'esprit de conciliation et d’apaisement qui l’aurait présidé,. Toutefois, avec le temps l’historiographie a apporté une vision plus critique de cette étape,,,,, et depuis les années 2000 surtout, le modèle d'État est source de contestations politiques ouvertes, tant centrifuges (nationalismes périphériques), que centripètes (un certain courant néoconservateur[réf. nécessaire], qui a trouvé une grande visibilité politique avec l’émergence récente du parti ultranationaliste Vox),,,,.
Dans l'historiographie, on a souvent insisté sur la défaillance de l’État espagnol dans le processus de nation building. C'est ainsi que l’on a pu expliquer l'émergence de forts nationalismes périphériques. Toutefois, si ces mouvements ont eu une importance fondamentale dans les représentations de la « nation espagnole », le nationalisme espagnol s’étant en grandie partie construit contre ces derniers, l'historiographie récente apporte une vision critique sur cette conception — les nationalismes périphériques pourraient aussi être une réaction à la nationalisation proactive de l'État, plutôt qu'une conséquence de sa faiblesse —, et tend à considérer le cas espagnol comme un exemple intégré dans un contexte européen plus large,.

## Historiographie
Jusque dans les années 1990, le nationalisme espagnol a fait l’objet de peu d’études dédiées, à la différence de nombre d’autres mouvements nationalistes,,.

## Définition et problématique
Comme l’a souligné Xosé Manoel Núñez Seixas — spécialiste de l’étude comparée des nationalismes européens et ibériques —, les personnes qui assument l'idée que l'Espagne est une nation, indépendamment de leur position sur l'échiquier politique, en général ne se définissent pas comme nationalistes et refusent cette étiquette, ce qui pose une difficulté lorsqu’il s'agit de déterminer quels mouvements, idéologies ou partis sont effectivement nationalistes. Ce problème n’est pas spécifique du nationalisme espagnol, mais se retrouve dans l'ensemble des autres nationalismes européens ou plus généralement dans les nationalismes des États-nations, et ne se produit généralement pas dans le cas des mouvements des nationalismes sans État — dénommés « nationalismes périphériques » dans le contexte espagnol —. Ainsi, « tandis qu’il s’agit d'une réalité évidente pour ses détracteurs, qui à leur tour n’ont habituellement pas d'inconvénient à se définir comme patriotes ou nationalistes avec un autre référent (catalan, galicien, basque , etc.), pour beaucoup de ses défenseurs, et comme tous les nationalismes d’État, [le nationalisme espagnol] serait inexistant, ou bien se confondrait avec la loyauté constitutionnelle envers un État constitué et à sa loi fondamentale : un patriotisme civique et vertueux », particulièrement dans le contexte postérieur à l’adoption de la Constitution de 1978.
Pour surmonter ce problème, Núñez Seixas propose de considérer un parti, un mouvement ou une idéologie comme « nationaliste espagnol[e] » s’il assume les trois postulats suivants :
- « L’idée que l'Espagne est une nation et par conséquent un sujet souverain unique avec des droits politiques collectifs » ;
- « La reconnaissance que la condition nationale de l’Espagne ne dérive pas exclusivement du pacte civique exprimé dans une Constitution […] mais que l'Espagne, comme communauté unie par des liens affectifs et culturels, par des expériences partagées et par une loyauté mutuelle entre ses membres, possède une existence historique commune qui date au moins depuis le XVe siècle; et qui, par conséquent, ont accepté ou acceptent que le demos que constitue l’espace territorial d’exercice de la souveraineté est prédéterminé par des facteurs entendus comme objectifs » ;
- « L'opposition de principe à la possibilité théorique d’une sécession pacifique et démocratiques avec des règles claires des parties du territoire espagnol où pourrait prédominer, de manière clairement majoritaire et continue, une conscience nationale différente de l'espagnole »

Avant lui, les historiens José Luis de la Granja (es), Justo Beramendi (es) et Pere Anguera avaient déjà identifié comme « nationalistes espagnoles » les options politiques « pour lesquelles il y a seulement en Espagne un sujet légitime de souveraineté qui est, tel que le définit la Constitution [de 1978], cette nation espagnole formée par l’ensemble de tous les citoyens de l'État ».

## Nationalisme espagnol «primordialiste»
La conception « primordialiste », aussi dite « essentialiste » ou « historiciste » du nationalisme espagnol est développée dans l’œuvre de penseurs comme Ramón Menéndez Pidal ou Américo Castro.

## Histoire

### Franquisme (1939-1975)
Selon l’historien Jordi Bonells, le régime franquiste opère une identification totale entre l’État et une nation espagnole monolingue et catholique. Dès ses origines, le franquisme se caractérise par sa « pauvreté doctrinale », l’absence de « densité idéologique », sa « rhétorique kitsch » et sa conception manichéenne d’une lutte entre la « nation » et ses « ennemis ». « Le franquisme apparait comme l’institutionnalisation de la version autoritaire et traditionaliste du discours espagnoliste, légitimée par la victoire de 1939 ». Cette « carence idéologique […] limite sa capacité de mobilisation collective […] mais […] a deux avantages considérables » : elle limite les conflits internes au franquisme et « facilite une adhésion a minima sans obligation doctrinale, sur la base d’un apolitisme national ». « La négation de la politique a été la clé de voûte de l’édifice idéologique franquiste en tant que triomphe de l’unité nationale face à la fragmentation partisane de l’« anti-Espagne » ».
La politique de « renationalisation » du régime eut un effet contraire à celui escompté à moyen et à long terme au sein des secteurs insatisfaits du régime : la délégitimation sociale du nationalisme espagnol tout entier, identifié avec le franquisme. Cela fut spécialement évident au sein de l'opposition au franquisme, qui en prenant ses distances avec l'espagnolisme, en vint à assumer une grande part des postulats et revendications des nationalismes sous-étatiques,.

### Transition démocratique
Après la fin du franquisme, pratiquement aucune des forces politiques démocratiques d’extension étatique n’accepta le qualificatif de « nationaliste », l’idée du nationalisme espagnol étant dans les esprits identifiée à l’ancien régime, largement délégitimé dans l'opinion, et sa propagande. L’Espagne sur ce point ne constitue néanmoins pas une exception : il est assez commun dans les nationalismes des États-nations de recourir à l’étiquette plus neutre et positive de « patriotisme ». Au contraire de l’espagnolisme, au cours de la dictature les nationalismes périphériques acquirent une connotation positive au sein du mouvement d’opposition à la dictature. De plus, la transition se caractérise par l’absence d’« un consensus antifasciste qui agisse comme un mythe relégitimateur, voire refondateur, de la nouvelle communauté démocratique », à la différence de ce qui s’était produit dans d'autres pays d’Europe après la fin du second conflit mondial — après 1975 il n’y eut pas de consensus collectif sur ce qu’avait été la période de la guere civile et de la dictature franquiste —, ce qui empêcha la formation d’un véritable « patriotisme constitutionnel » espagnol basé sur la critique et le dépassement du passé récent.
Ainsi, le nationalisme espagnol dut affronter un quadruple défi durant la transition démocratique : « recomposer sa légitimité historique », « accepter la réalité ethnoculturelle » et « contrecarrer le permanent défi des nationalismes sous-étatiques », tout en le faisant sur un mode compatible avec l’intégration européenne,.
Le résultat fut une profonde mutation du nationalisme espagnol dans son ensemble, qui « est passé de sa propre négation à la reconnaissance des conséquences politiques de la pluralité identitaire du pays, et de sa propre identification avec un État centraliste à une assomption plus ou moins bonne de cette pluralité et son autoidentification avec un État décentralisé, autonomique ou fédéral. […] Ceci n’empêche pas qu’il s’affronte au nationalismes sous-étatiques lorsque ces derniers tentent de transgresser les limites décentralisatrices marqués par la Constitution actuelle ». Toutefois, la question du « problème national » apparu au début du XXe siècle reste en suspens et n’est toujours pas résolue.

### Années 2000
En 2018, l'historien Núñez Seixas faisait le bilan suivant du nationalisme espagnol : « Le nationalisme espagnol est loin d'avoir trouvé la formule idoine pour affronter les défis qui se présentent à lui dans la deuxième décennie du XXe siècle. Ancré dans ses vieux dilemmes hérités de la Transition, il a aussi également été incapable depuis des lustres de donner des réponses théoriques imaginatives. Si quelque chose semble dominer dans les principales variantes du discours patriotique espagnol dans l'actualité, c'est une recherche du futur dans le passé. Un futur qui, pour certains, est le status quo garanti par la Constitution de 1978. [...] Pour d'autres; ce futur se trouve dans un fédéralisme jamais réalisé de façon explicite, prisonnier des dilemme entre symétrie et dissymétrie, entre république et monarchie, et entre fédéralisme d'en haut ou d'en bas par le biais d'un processus constituant ».
L'année 2018 marque une forte ascension du parti politique Vox, qui remporte 52 sièges de députés au Congrès avec 15,09 % des voix. Ce parti défend un ultranationalisme espagnol (« ultraespagnolisme »), en lien avec les idéologies d'autres formations d'extrême droite espagnoles et européennes. Vox considère que l'unité nationale espagnole est menacée par les nationalismes périphériques ; il propose comme solution la fin à l'État des autonomies et la mise en place d'un « État fort » centralisé (« Un seul gouvernement pour toute l'Espagne »), et défend un modèle essentialiste de la nation espagnole, qu’il ne définit pas comme l'ensemble des citoyens mais sous une forme essentialiste, incluant les générations passées et celles à venir. Vox prétend défendre l'« Espagne vivante », qu'il oppose à l'« Anti-Espagne (es) » (les « séparatistes », les « communistes »). Selon le politologue Carles Ferreira, son « objectif est d'atteindre un État monoculturel et mononational » et pour ce faire il se propose de supprimer « les projets nationaux alternatifs des minories catalane et basque ». Il défend l'interdiction des partis et organisations qui « cherchent la destruction de l'unité territoriales de la Nation et de sa souveraineté »,, et souhaite doter de la « protection légale maximale les symboles de la nation », spécialement l'hymne, le drapeau et la Couronne, soutenant qu'« aucune offense envers eux ne doit rester impunie ». Vox défend le monolinguisme castillan et s'oppose à la coofficialité des langues propres dans les régions où elles sont reconnues. Il propose un « plan intégral pour la connaissance, la diffusion et la protection » de l'identité nationale et de l'apport de l'Espagne à la civilisation et à l'histoire universelle, avec une attention spéciale accordée aux « gestes et exploits de nos héros nationaux ». Tout ceci correspond à une conception de l'espagnolité « fortement enracinée dans les mythes ethnonationaux » comme la colonisation de l'Amérique ou la Reconquista. La définition monoculturelle de la nation espagnole a également pour conséquence la rejet radical du multiculturalisme et la critique de la société ouverte. Concernant le contexte international et européen, le parti prétend donner la primauté à l'intérêt national et s'opposer aux lobbys et organisation supranationales, sa position s'identifiant ainsi avec l'euroscepticisme du groupe de Visegrád,,.

## Mythes fondateurs et stéréotypes
Comme les autres mouvements nationalistes, le nationalisme espagnol se base sur un certain nombre de mythes fondateurs, issus d’une lecture révisionniste de l’histoire.
Parmi ceux revendiqués par les courants conservateurs — essentialistes, traditionalistes et historicistes, ou « organico-historicistes » selon la terminologie utilisées par Xosé Manoel Núñez Seixas, parmi lesquels le carlisme —, on peut citer les suivants :
- Numance, ville antique du nord de l'Hispanie (près de l'actuelle Soria), qui résista durant vingt ans à la conquête romaine, entre 153 et 133 av. J.-C.[63],[64] ;
- Le siège de Sagonte, à l’origine de la deuxième guerre punique, autour de 220 av. J.-C.[64] ;
- Le royaume wisigoth de Tolède en tant que premier royaume espagnol[64] ;
- La « perte de l'Espagne », la résistance chrétienne à Al-Andalus, avec des figures comme Don Pelayo, Le Cid[65],[64] ;
- La Reconquista contre l’« envahisseur » musulman[66],[64] — elle sera également mise à profit par la propagande de la dictature franquiste, le régime mettant en parallèle la Reconquista et les combats des militaires « africanistes », dont Franco lui-même, lors des conflits en Afrique du Nord (guerre de Melilla, guerre du Rif, etc.)[67] — ;
- La monarchie (la « nation ») des rois catholiques[68] ;
- La revendication du catholicisme, de l'Inquisition — impulsée notamment par Menéndez Pelayo —, de l’Unité catholique de l’Espagne[69],[64],[70] ;
- Le « casticisme » — notamment défendu par Miguel de Unamuno —[71] et la Limpieza de sangre (« pureté de sang »)[72] ;
- La « mission » impériale de l'Espagne[73] ;
- Le castillan comme « la langue espagnole » et « langue de l’Empire »[74].

Un mythe fondateur revendiqué par le nationalisme libéral ou « moderniste » — mais aussi par une partie du nationalisme conservateur, bien qu’avec une moindre insistance —, est celui de la « guerre d’indépendance espagnole » — baptisée ainsi a posteriori — entre 1808 et 1814, notamment celui du soulèvement du Dos de Mayo,. S’il existe un consensus dans l’historiographie pour la considérer comme la naissance du nationalisme moderne en Espagne — notamment à cause de son implication massive du peuple —, ce conflit, qui n’est qu’un épisode d’un conflit plus large, celui des guerres napoléoniennes, qui opposent en Europe la France et le Royaume-Uni, est relu par le nationalisme comme un acte de résistance de la nation et du peuple espagnols contre l’« envahisseur » français. Dans les faits pourtant, il ne s’agit pas d’une invasion : Napoléon ne prétend pas « annexer » l'Espagne à la France, mais remplacer le monarque sur le trône par un autre — son frère Joseph Bonaparte — qui lui est favorable, il s’agit donc d’un conflit qui se rapproche sur ce point de celui de la guerre de succession du début du XVIIIe siècle. De plus, sur le plan intérieur, le conflit révèle une désunion, avec le parti des afrancesados, et peut donc être vu comme une guerre civile, loin derrière l’unanimité « nationale » supposée des Cortes de Cadix.
« Depuis la fin du XVIIIe siècle l'Espagne avait représenté le pays romantique par excellence. Pour le reste du continent européen — duquel, fréquemment, elle se voyait symbolique exclue —, l'Espagne devint une mode exotique : tous les écrivains, artistes, philosophes, britanniques, français et aussi allemands, sentirent le besoin de voyager de l’autre côté des Pyrénées. L’Espagne était l'autre oriental (un parmi les « autres » orientaux) sur lequel projeter ses opinions, jugements de valeur, peurs… en même temps qu'ils recherchaient ce qui — selon leurs propres conceptions — formait le véritable caractère national de l'Espagne ».
Le mouvement « régénérationniste » au tournant du XXe siècle se vit comme une réaction et une tentative de contrer une représentation extrêmement négative l'Espagne — une « anormalité » ou « monstruosité » — et de l’histoire « nationale », perçue comme une « décadence perpétuelle », et les clichés antiespagnols très diffusés en Europe et en Espagne,,, dont la plus célèbre incarnation est la Légende noire.
Un autre mythe diversement partagé au sein des courants nationalistes espagnols se structure autour de l’idée irrédentiste et la revendication de Gibraltar.[réf. à confirmer]
La guerre civile renforce l’image d’un pays « tragique, violent, romantique, à la fois généreux et idéaliste […], sanguinaire et brutal ».